# Радичі (Житомирський район)
Ра́дичі — село в Україні, у Житомирському районі Житомирської області. Входить до складу Хорошівської селищної громади. Населення становить 206 осіб.

## Географія
Географічні координати: 50°40' пн. ш. 28°29' сх. д. Часовий пояс — UTC+2. Загальна площа села — 14,8 км².
Радичі розташовані в межах природно-географічного краю Полісся і за 15 км від центру громади — міста Хорошів. Найближча залізнична станція — Нова Борова, за 3 км. Через село протікає річка Радич, ліва притока Ірши.

## Історія
Населений пункт засновано наприкінці XVIII століття.
На мапі 1911—1912 років поселення позначене як колонія Радичі з 29 дворами.
У 1932–1933 роках Радичі постраждали від Голодомору. За свідченнями очевидців кількість померлих склала щонайменше 6 осіб, імена яких встановлено.
Упродовж німецько-радянської війни участь у бойових діях брали 200 місцевих жителів, з них 31 особа загинула, 145 — нагороджені орденами і медалями.
На початку 1970-х років у селі діяли центральна садиба колгоспу імені Щорса, початкова школа, клуб, бібліотека із книжковим фондом 7375 примірників, фельдшерсько-акушерський пункт, відділення зв'язку і дит'ясла.

## Населення
За даними перепису 2001 року населення села становило 206 осіб, з них 99,51 % зазначили рідною українську мову, а 0,49 % — російську.